# Schloss Goldenstein
Schloss Goldenstein liegt unweit der Pfarrkirche zur Heiligen Elisabeth in Elsbethen, einer südlichen Umlandgemeinde der Stadt Salzburg. Das Schloss beherbergt heute eine private Mittelschule.

## Geschichte

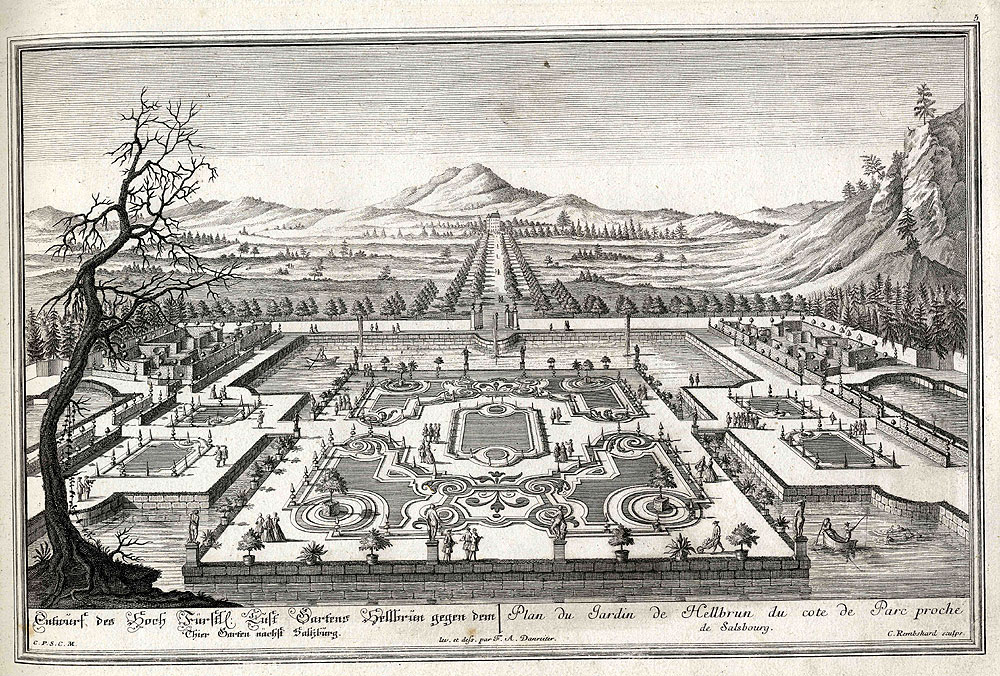
Die Garten-Prospect von Hellbrunn, Danreiter, ca. 1735: mit der nach Schloss Goldenstein hin ausgerichteten Schlossgartenachse (rechts Hellbrunnerberg, hinten Mühlstein und Schwarzenberg)

Mit dem Namen Goldenstein wurde die an der oberen Salzach betriebene Goldwäscherei in Verbindung gebracht. Andere behaupten, es sei ein typischer Burgenname. Das Anwesen ist erst ab dem 15. Jahrhundert archivalisch belegt. Der erste nachweisbare Besitzer von Goldenstein war Hans von Haunsperg, der 1417 genannt wird. Besitzer wechselten mehrfach, bis Raimund Anton Meinrad von Rehlingen das Schloss im Jahr 1710 dem Stift St. Peter verkaufte. Das Stift verwendete es im 18. und 19. Jahrhundert als Verwaltungssitz und Erholungsort. Seit 1897 gehört das Schloss Augustiner Chorfrauen, die es als Kloster und Schule verwenden.

### Goldenstein im Besitz des Stiftes St. Peter
Das äußere Erscheinungsbild des Schlosses zu Beginn des 18. Jahrhunderts ist auf erhaltenen Gemälden veranschaulicht. Der hochaufragende Bau wurde von Süden mit der sogenannten Herrschaftsstiege, den zwei Flügelbauten und dem Lustgarten mit der für die Zeit typischen, streng symmetrischen Anordnung dargestellt. 
Weiter ist belegt, dass im Laufe des 18. Jahrhunderts umfangreiche Erneuerungsarbeiten innen und außen vorgenommen wurden, etwa in den Jahren von 1761 bis 1768 und besonders 1772. Auch der Maler Franz Xaver König arbeitete in den vier Gästezimmern und im Speiseraum. 1790 wurde das gesamte Schloss neu möbliert.
Als Erholungsort wurde das Schloss vor allem in den Herbstmonaten September und Oktober genutzt. Ein ab 1790 geführtes Gästebuch hält die Namen aller Besucher fest, die mittags und abends in Goldenstein speisten. Nicht nur Äbte des Stiftes St. Peter, sondern auch Familienangehörige, Professoren, Klosterbrüder sowie Salzburger Adelige und Bürger sowie Besucher aus den umliegenden Grafschaften fanden sich regelmäßig im Schloss ein. Michael Haydn, der jüngere Bruder von Joseph Haydn, weilte regelmäßig von Freitag bis Samstag in Goldenstein.

### Kloster und Schule ab 1877
Goldenstein ist das einzige Haus der vom hl. Petrus Forerius und der seligen Alix Le Clerc gegründeten Regulierten Chorfrauen des hl. Augustinus in Österreich. Das Stammkloster der Regulierten Chorfrauen in Goldenstein war in Rastatt im westdeutschen Baden. Von dort mussten sie 1876 wegziehen, weil sich die Klosterfrauen weigerten, sich einer weltlichen Schulleitung zu unterstellen. Die Rastatter Klosterfrauen fanden zunächst im Salzburger Stift Nonnberg Aufnahme. Schließlich stellte das Benediktinerstift St. Peter das in seinem Besitz stehende Schloss Goldenstein zur Verfügung.
Am 8. Mai 1877 bezogen 19 Chorfrauen und vier Laienschwestern Goldenstein, das sich in einem schlechten Bauzustand befand. Nach anfänglichen Schwierigkeiten wurde ihr Ansuchen um Eröffnung einer Privatschule sowie die Anerkennung der Examen von sechs Lehrfrauen 1878 genehmigt. Der Kaufvertrag vom 12. März 1897 regelt letztendlich die Besitzverhältnisse zwischen dem Stift St. Peter und den Ordensfrauen.
Mit 1. Oktober 2022 wurde Propst Markus Grasl vom Augustiner-Chorherrenstift Reichersberg zum Apostolischen Kommissar des Klosters Goldenstein ernannt. Die Liegenschaft ist nun zu gleichen Teilen im Besitz des Stiftes Reichersberg und der Erzdiözese Salzburg.
Eine der bekanntesten Schülerinnen war Romy Schneider, die das Goldenstein-Internat von 1949 bis 1953 besuchte.

## Beschreibung der heutigen Anlage
Schloss Goldenstein befindet sich leicht erhöht auf einem Felshügel im Norden der straßendorfartigen Ansiedlung von Elsbethen (heute Goldensteinstraße). Die Schlossanlage besteht aus einem turmartigen, achtgeschoßigen Hauptbau über annähernd quadratischem Grundriss. Der Eingangsfront vorgelagert ist ein rechteckiger Innenhof, der im Süden von dem Kapellenbau aus dem Jahre 1926/1927 und im Osten und Westen von zweigeschoßigen Flügelbauten begrenzt ist. Das Chorgestühl der Kapelle stammt aus dem ehemaligen Augustiner Kloster in Hallein. Die Flügelbauten wurden im Jahre 1882 vom Baumeister Valentin Ceconi errichtet. 1908 wurde das Schloss durch einen Zubau an der Nordost-Ecke erweitert, der heute als Schule genützt wird.
Die Hauptfront ist architektonisch sparsam gegliedert. Drei symmetrisch gesetzte Fensterachsen gliedern die fünfgeschoßige Fassade. Weitere drei Geschoße befinden sich unter dem steilen Schopfwalmdach. Über eine doppelläufige Stiege und durch das Rundbogenportal gelangt man in das Innere des Schlosses. Der breite, gewölbte Mittelflur prägt die Innenstruktur des Gebäudes bis in das dritte Obergeschoß.
Im Erdgeschoß ist die barocke Formensprache in den vereinzelt erhaltenen Stuckverzierungen erkennbar, ebenso stellt ein Türblatt mit der Darstellung eines zweiten Stiegenaufganges ein barockes Element dar. In diesem Geschoß befindet sich auch die Schlosskapelle, die heute als Refektorium dient. Ebenfalls befinden sich in diesem Stockwerk Lagerräume für die Habseligkeiten der Schülerinnen, von denen der teilunterkellerte Bereich auf drei Ebenen erschlossen ist.
Im ersten Stock befindet sich das Grüne Zimmer, dessen Ausstattungselemente wie zum Beispiel die kassettierte Holzdecke, die Türumrahmungen und die Türblätter aus der Zeit um 1600 stammen. Auch eine Bildersammlung befindet sich hier, dazu zählt das Gemälde Mariä Verkündigung, das Martin Schongauer zugeschrieben wird und aus der zweiten Hälfte des 15. Jahrhunderts stammt.
Der zweite Stock beherbergt Schulräume, die Internatsleitung, einen Lehrmittelraum und das Turn- sowie das Klavierzimmer. Im Gang hängen Stahlstiche von Antonio Picciani von 1805 mit Szenen aus dem Leben des Papstes Pius VI.
Im dritten Stock ist teilweise die Ausstattung aus der Zeit um 1600 noch erhalten. Aus dieser Zeit stammt der aus Adneter Marmor verlegte Flurboden und die kassierte Holzdecke des Rittersaals, der heute als Studiersaal dient. Das Feenzimmer ist als Handarbeitsraum in Verwendung, der Engelsaal wiederum dient als Klassenraum.
Der vierte und fünfte Stock sind bescheiden, nahezu spartanisch ausgestattet und dienen hauptsächlich den Schülerinnen als Unterkunft; sie sind klösterlichen Dormitorien nachempfunden. Die letzten drei Stockwerke dienen als Speicher.
Im Innenhof befindet sich eine Brunnenanlage mit einer Marmoreinfassung, die das Salzburger Stadtwappen und die Jahreszahl 1598 trägt. Die 1882 von Baumeister Valentin Ceconi zur Erweiterung errichteten Seitenflügel der Schlossanlage dienen als Dormitorium und als Speisesaal für die Schüler. Die Pforte und das Sprechzimmer sind ebenfalls hier untergebracht.

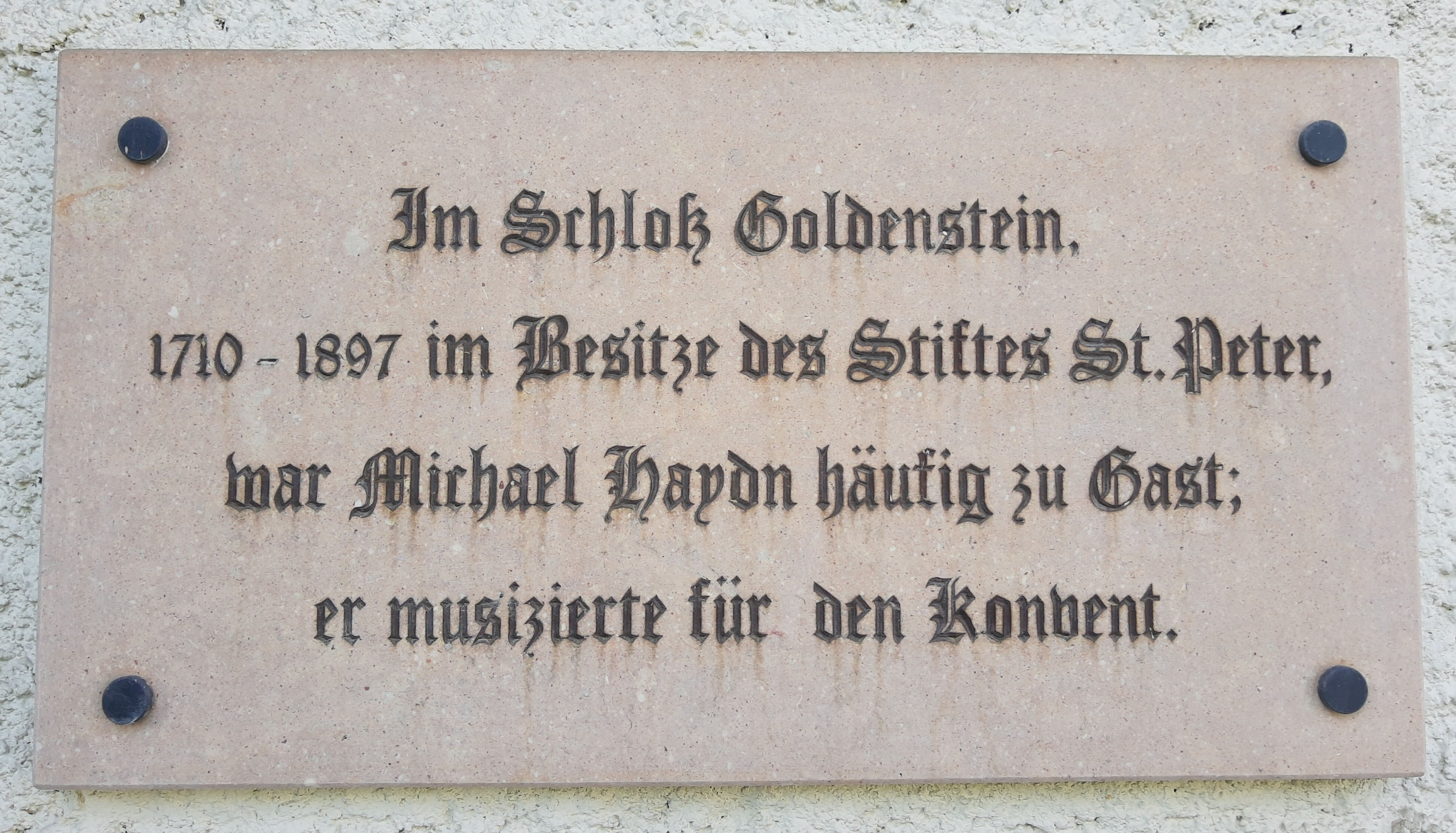

Im Speisesaal hängen alte Ansichten und Porträts der Besitzer von Goldenstein sowie vier Schlossansichten, die dem aus Berleburg im Fürstentum Wittgenstein stammenden Aquarellmaler Louis Walle 1830 zugeordnet werden.